# Kinglake
Kinglake – miejscowość w stanie Wiktoria w Australii położona 65 km na północny wschód od stolicy stanu Melbourne.  Według spisu powszechnego, w 2006 w Kinglake mieszkało 1482 osób.  Kinglake jest popularną miejscowością turystyczną dla mieszkańców Melbourne, w jej pobliżu znajduje się Kinglake National Park - najbliżej położony Melbourne park narodowy.
W czasie pożarów buszu w 2009 w Kinglake zginęło 18 osób i spłonęło ponad 500 domów.